# Torneo de Bania Luka
El Torneo de Bania Luka, o Srpska Open, fue un torneo profesional de tenis que se disputó por única vez en Bania Luka, sobre tierra batida. Formó parte del ATP Tour y se organizó en reemplazo del Torneo de Belgrado.
Fue el primer torneo a nivel ATP Tour en Bosnia y Herzegovina. Bania Luka ha organizado un torneo del ATP Challenger Tour todos los años desde 2002. Sin embargo, el torneo no fue incluido en el calendario de la temporada 2024 y se determinó que la licencia del torneo volviese a Bucarest.

## Resultados

#### Individual masculino
| Año  | Campeón       | Finalista     | Marcador      |
| ---- | ------------- | ------------- | ------------- |
| 2023 | Dušan Lajović | Andrey Rublev | 6-3, 4-6, 6-4 |

#### Dobles masculino
| Año  | Campeones                  | Finalistas                            | Marcador |
| ---- | -------------------------- | ------------------------------------- | -------- |
| 2023 | Jamie Murray Michael Venus | Francisco Cabral Aleksandr Nedovyesov | 7-5, 6-2 |